# Petignat und Scholz
Petignat und Scholz (Pascal Petignat, * 1969 in Biel und Martin Scholz, * 1967 in Zell am See) sind ein in Wien ansässiges Künstlerduo. Sie befassen sich in ihrer künstlerischen Zusammenarbeit ausschließlich mit Fotografie.

## Zusammenarbeit und Werk
Nach einer Kunstausbildung an der Hochschule für Gestaltung in Zürich (Petignat) und am Le 75 in Brüssel (Scholz) widmeten sie sich jeweils ihren individuellen fotografischen Projekten, bevor sie 2005 ihre gemeinsame künstlerische Tätigkeit als Petignat und Scholz begannen. In ihrer ersten gemeinsamen Arbeit Parkplatz bauten Petignat und Scholz eine begehbare Camera Obscura im öffentlichen Raum auf und belichteten vor Ort ein Bild. Bei ihrer Arbeiti verwenden sie Fotografie, Installation, Performance, Text und digitale Medien.

## Arbeiten
- 2005: Parkplatz – Installation im öffentlichen Raum
- 2008: Das letzte Labor – Rauminstallation
- 2008: Res – 5 C-Prints, 120 × 168 cm
- 2008–2016: fog 001 bis 016 - Negativfilm Schwarzweiß Ilford FP4, 5 × 7 inch, unbelichtet entwickelt, gerahmt / Negativfilm Color Kodak 160 NC, 5 × 7 inch, unbelichtet entwickelt, gerahmt (Format: 22 × 30,8 cm)
- 2012: Hoffman – Triptychon, 3 Silbergelatineprints je 40 × 50 cm
- 2012: portrait post mortem – Tafelbild, 80 × 110 cm
- 2013: Jet Lag All Stars Radio Show - Performance
- 2016: Bild im Hochhaus / Italien, Schule von Posillipo um 1830 - Tafelbild, 108 × 144 cm
- 2017: la tache – Installation mit einer Labormaschine

## Öffentliche Sammlungen
- Fotosammlung des Bundes, Bundeskanzleramt Österreich[2]
- Kunstankäufe des Landes Salzburg[3]
- Sammlung der Stadt Biel (CH)

## Ausstellungen
- 2005: Parkplatz Praterstadion, Wien; Installation im öffentlichen Raum
- 2008: Galerie Hinterhaus, Wien; Das letzte Labor; Installation
- 2008: lokal-int, Biel; Res; Einzelausstellung
- 2010: Bernische Stiftung für angewandte Kunst und Gestaltung, Bern; Bestform 10; Gruppenausstellung
- 2013: Museum der Moderne, Salzburg; Schaufenster zur Sammlung IV – Die Magie des Objektes; Gruppenausstellung[4]
- 2013: Kunstmuseum Thun; Cantonale Berne Jura 2013; Gruppenausstellung[5]
- 2013: Belvedere 21, Wien; Fotos - Österreichische Fotografien von den 1930ern bis heute; Gruppenausstellung[6]
- 2013: ORF Funkhaus Studio 9, Wien; Jet Lag All Star Radio Show; Performance
- 2015: Traklhaus, Salzburg; Kunstankäufe des Landes Salzburg; Gruppenausstellung
- 2016: Die Wandzeitung; Neulich im Labor; Gruppenausstellung
- 2016: Memphis, Linz; Wesenlose Phantome; Gruppenausstellung
- 2017: Hochhaus Herrengasse, Wien; Bild im Hochhaus; Einzelausstellung[7]
- 2017: Die Angewandte, Wien; La Tache; Installation[8]
- 2018: Kunsthalle Exnergasse; WUK Wien; Choreography of the Frame; Gruppenausstellung

## Publikationen
- Binnenland – Kontextbezogene Schriftproben N°1; The result is constantly influenced by the technologies.; Binnenland, Michael Tischler & Niklaus Thönen, 2010[9]
- EIKON #88; Internationale Zeitschrift für Photographie und Medienkunst; Herausgegeben vom Österreichischen Institut für Photographie und Medienkunst (ÖIP); 2014
- Kunstankäufe des Landes Salzburg 2013–2016; Kunst im Traklhaus, 2015; Ausstellungskatalog
- Neulich im Labor; Ruth Horak / Claudia Rohrauer; Fotohof Edition Salzburg, 2016[10]
- Fotos: Österreichische Fotografien von den 1930ern bis heute; Ausstellungskatalog[11]